# Tobias Haberkorn
Tobias Haberkorn (* 1984 in Salmünster, Hessen) ist ein deutscher Literaturwissenschaftler, Übersetzer und Journalist. Er war Gründungsredakteur und ist (Mit-)Herausgeber des deutsch-englischen Kulturmagazins Berlin Review.

## Leben und Ausbildung
Haberkorn studierte an der École des hautes études en sciences sociales (Paris), der Freien Universität Berlin und der Technischen Universität Darmstadt in den Fächern Literaturwissenschaft, Ästhetik, Kulturwissenschaft und Mathematik. Er promovierte in Literaturwissenschaften (FU Berlin / EHESS Paris) mit einer literaturtheoretischen Arbeit über François Rabelais und Michel de Montaigne. Er war als Kulturredakteur bei Zeit Online tätig, sowie als Research Fellow am IWM Wien und IFK Wien.
Er übersetzte mehrere Werke aus dem Französischen ins Deutsche, darunter Didier Eribons Rückkehr nach Reims (Original: Retour à Reims, 2009; deutsch 2016), sowie Didier Eribons La Société comme verdict. Weitere Übersetzungsarbeiten umfassen Texte von Alain Badiou, Christian Maurel und Ryan Trecartin.
Seit Februar 2024 ist Haberkorn Mitbegründer und (Mit-)Herausgeber des bilingualen Kulturmagazins Berlin Review.